# 3D Systems
3D Systems, có trụ sở tại Rock Hill, South Carolina, là một công ty sản xuất và bán máy in 3D. Chuck Hull, CTO và cựu chủ tịch, đã phát minh ra in li-tô lập thể năm 1986. Công ty tạo ra các mô hình khái niệm sản phẩm, các nguyên mẫu chính xác và chức năng, các mẫu tổng thể cho công cụ, cũng như các bộ phận sản xuất để sản xuất kỹ thuật số trực tiếp. Nó sử dụng các quy trình độc quyền để chế tạo vật thể bằng cách sử dụng đầu vào từ thiết kế với sự hỗ trợ của máy tính và phần mềm sản xuất, hoặc thiết bị scan 3D và thiết bị điêu khắc 3D.
Công nghệ và dịch vụ của 3D Systems được sử dụng trong các giai đoạn thiết kế, phát triển và sản xuất của nhiều ngành công nghiệp, bao gồm hàng không vũ trụ, ô tô, chăm sóc sức khỏe, nha khoa, giải trí và hàng hóa lâu bền. Công ty cung cấp một loạt các máy in 3D chuyên nghiệp và sản xuất cũng như phần mềm và vật liệu. Phát triển in li-tô lập thể và định dạng tập tin STL là hai điểm đáng chú ý trong ngành công nghiệp in 3D.

## Lịch sử
3D Systems được thành lập tại Valencia, California bởi Chuck Hull, nhà phát minh và người giữ bằng sáng chế của hệ thống tạo mẫu nhanh đầu tiên (SLA). Trước khi có công nghệ tạo mẫu nhanh bằng SLA của Hull, các mô hình khái niệm cần rất nhiều thời gian và tiền bạc để sản xuất. Sự đổi mới của SLA đã giảm các khoản chi phí đồng thời tăng chất lượng và độ chính xác của mô hình. Tuy nhiên, các hệ thống SLA ban đầu rất phức tạp và tốn kém, và phải thiết kế lại rất nhiều trước khi đạt được tính khả thi thương mại. Các vấn đề chính liên quan đến biến chứng thủy động lực học và hóa học. Năm 1996, sự ra đời củalaser bán dẫn cho phép Hull và nhóm của ông cải cách vật liệu của họ. Các kỹ sư giao thông, chăm sóc sức khỏe và các sản phẩm tiêu dùng đã giúp tạo ra các giai đoạn sớm trong nghiên cứu và phát triển tạo mẫu nhanh của 3D Systems. Những ngành công nghiệp này vẫn là những người theo dõi chính công nghệ của 3D Systems.
Năm 2003, Hull được kế tục bởi Avi Reichental. Cả hai Reichental và Hull được liệt kê trong top hai mươi người có ảnh hưởng nhất trong công nghệ nhanh bởi TCT Magazine. Hull vẫn là thành viên tích cực của hội đồng quản trị 3D Systems và là Giám đốc công nghệ và Phó chủ tịch điều hành của công ty. 3D Systems đã chuyển trụ sở chính sang Rock Hill, South Carolina, do có môi trường kinh doanh thuận lợi, chi phí kinh doanh thấp hơn và lợi ích đầu tư và thuế đáng kể là lý do cho việc di chuyển.
Vào năm 2015, Reichental đã từ chức Chủ tịch và Giám đốc điều hành của 3D Systems, Inc. và được thay thế, trên cơ sở tạm thời, bởi Trưởng ban Pháp chế của công ty Andrew Johnson.
Vào ngày 4 tháng 4 năm 2016, Ban quản trị 3D Systems đã bổ nhiệm Vyomesh Joshi (VJ) làm Chủ tịch và Giám đốc điều hành.

## Sự phát triển
Cuối năm 2001, 3D Systems bắt đầu một chương trình mua lại để mở rộng công nghệ của công ty thông qua việc sở hữu phần mềm, vật liệu, máy in và nội dung in được, cũng như khả năng tiếp cận kỹ năng của các kỹ sư và nhà thiết kế. Tỷ lệ mua lại của 3D Systems (16 trong năm 2011) đã tăng lên do liên quan đến nhiệm vụ mà nhóm quản lý của công ty phải đối mặt. Những người xem khác chỉ ra phạm vi chưa thật đầy đủ bao gồm việc mua lại 3D Systems để củng cố ngành in 3D dưới một mái nhà và logo, để trở thành một cơ chế một cửa toàn diện có khả năng phục vụ từng mảng trong chuỗi quét / tạo - in.
Hiện tại, 3D Systems sử dụng hơn 2400 người ở 25 văn phòng trên toàn thế giới. Thông qua việc mua lại, công ty đã đạt được sự hiện diện mạnh mẽ và đang phát triển ở châu Á - Thái Bình Dương (Trung Quốc, Hàn Quốc, Nhật Bản) và Châu Âu (Pháp, Đức, Thụy Sĩ, Ý, Vương quốc Anh), ngoài việc mở rộng thương hiệu vật liệu in, máy in, phần mềm CAD công nghiệp và chuyên nghiệp, các dịch vụ chi tiết tùy chỉnh theo yêu cầu, công nghệ quét và thu thập dữ liệu và các bộ sưu tập người tiêu dùng có thể tùy chỉnh, sẵn sàng để in. Tuyên bố doanh nghiệp của 3D Systems cho thấy mong muốn của công ty tạo thuận lợi cho việc tạo người dùng và "loại bỏ bất đồng chuyên gia / người dùng giữa việc tạo và in nội dung."
Vào tháng 5 năm 2011, 3D Systems được chuyển từ NASDAQ (TDSC) sang Sở Giao dịch Chứng khoán New York (DDD). Cổ phiếu công ty đã tăng lên với sự nhất quán chung kể từ khi gia nhập thị trường, khi có doanh thu và lợi nhuận của công ty. Vào năm 2012, một Báo cáo của Gray Wolf dự đoán tốc độ tăng trưởng của 3D Systems là không bền vững, chỉ ra những hiện diện tăng cao từ việc mua lại như là một sai lầm của công ty về tăng trưởng hữu cơ. 3D Systems đã trả lời bài viết này vào ngày 19 tháng 11 năm 2012, tuyên bố nó "chứa các tuyên bố sai sự thật và kết luận sai lầm mà chúng tôi tin rằng đã làm mất uy tín của công ty và danh tiếng của nó và dẫn đến thua lỗ cho cổ đông của chúng tôi." Một bài viết vi phạm đã bị xóa. Thu nhập tăng theo tuần tự từ doanh thu thực tế và tăng trưởng ổn định trong giá cổ phiếu trên mỗi cổ phiếu là nguyên nhân hợp lý để hoài nghi báo cáo này.
Vào tháng 1 năm 2014, đã có thông báo rằng 3D Systems đã mua lại công ty sưu tầm dựa trên nền tảng Burbank, CA Gentle Giant LTD. Gentle Giant Ltd. thiết kế, phát triển và sản xuất các hình tượng ba chiều của các nhân vật từ một loạt các tài sản nhượng quyền thương mại trên toàn thế giới, bao gồm Star Wars, The Matrix,Harry Potter, The Simpsons, Hellboy Animated, Disney Dragonkind, Animated Pirates of the Caribbean, Chúa tể của những chiếc nhẫn, Red Star, Terminator, Charlie và Nhà máy Sô cô la và Corpse Bride. Gentle Giant Ltd. sản xuất một loạt các sản phẩm bao gồm xe buýt mini, tượng, Bust-Up, nhân vật hành động, các nhân vật và mô hình 12".
Vào tháng 7 năm 2014, 3D Systems đã công bố mua lại công ty hình ảnh y khoa Israel Simbionix với giá 120.000.000 đô la Mỹ.
Vào tháng 9 năm 2014, 3D Systems đã mua lại công ty LayerWise của Bỉ. Các điều khoản của việc mua lại không được tiết lộ bởi các công ty. Công ty có trụ sở tại Leuven, một thị trấn ở Bỉ gần Brussels. Đây là nhà cung cấp dịch vụ chính trong lĩnh vực sản xuất và in kim loại 3D trực tiếp. Công ty là một spin-off của Đại học Leuven. Việc tiếp quản đã bổ sung Bỉ vào danh sách các quốc gia nơi mà 3D Systems có chi nhánh.
Vào tháng 1 năm 2015, 3D Systems đã mua lại nhà sản xuất máy in 3D botObjects, công ty đầu tiên thương mại hóa máy in đủ màu bằng mô hình lắng đọng nóng chảy. botObjects được sáng lập bởi Martin Warner (CEO) và Mike Duma (CTO).
botObjects đã tạo ra một máy in 3D để bàn cho người tiêu dùng sử dụng chế tạo bằng sợi nóng chảy để tạo ra bản in 3D đầy đủ màu sắc. hệ thống hộp mực CMYKW 5 màu độc quyền của botObjects  có thể tạo ra kết hợp màu và gradient bằng cách trộn màu in chính. Có một số hoài nghi về tuyên bố của botObjects.
Vào tháng 4 năm 2015, 3D Systems đã thông báo đã mua lại Tập đoàn Easyway Trung Quốc, tạo ra 3D Systems Trung Quốc. Easyway là nhà cung cấp dịch vụ và bán hàng in 3D của Trung Quốc với các hoạt động chính tại Thượng Hải, Vô Tích, Bắc Kinh, Quảng Đông và Trùng Khánh.

## Công nghệ
3D Systems sản xuất in li-tô lập thể (SLA), thiêu kết laser chọn lọc (CJS), mô hình lắng đọng nóng chảy (FDM), in đa tia (MJP) và in kim loại trực tiếp (DMP). Mỗi công nghệ có đầu vào kỹ thuật số từ dữ liệu ba chiều để tạo ra các chi tiết ba chiều thông qua một quá trình bồi đắp từng lớp. Các hệ thống khác nhau về vật liệu, khả năng in và ứng dụng của chúng.
- In li-tô lập thể, hoặc SLA, được phát minh bởi người sáng lập ra 3D Systems, Chuck Hull. In li-tô lập thể mô tả các phương pháp và thiết bị để làm cho các đối tượng rắn trong một thùng polyme cảm quang lỏng sử dụng vật liệu có thể hóa rắn bằng tia cực tím và laser để theo dõi các thiết kế kỹ thuật số. Các hệ thống SLA in với cấu trúc hỗ trợ và có lợi thế do tốc độ và kích thước bản in có thể (kích thước phụ thuộc vào khối lượng xây dựng của máy cụ thể). Các hệ thống SLA cũng có thể nhanh chóng sản xuất các bộ phận của các hình học khác nhau cùng một lúc và được thiết kế để tạo ra nguyên mẫu, mẫu hoặc các bộ phận sử dụng cuối cùng với các kích thước và ứng dụng đa năng. Các bộ phận SLA đủ mạnh để được gia công và có thể được sử dụng làm mô hình mẹ choép phun, nhiệt định hình, đúc thổi và các quá trình đúc kim loại khác nhau.
- Thiêu kết laser chọn lọc, hoặc SLS, là một kỹ thuật sản xuất bồi đắp sử dụng một laser công suất cao để hợp nhất các hạt nhỏ lại với nhau. Tùy chọn vật liệu rộng, bao gồm nhựa, kim loại, gốm, nylon, polystrene hoặc bột thủy tinh. Trong nhiều trường hợp, SLS là một quá trình hiệu quả vì số lượng lớn các chi tiết có thể được in trong một lần. SLS không yêu cầu bất kỳ cấu trúc hỗ trợ nào, vì các bộ phận được bao quanh bởi bột không bị dính.
- In phun màu sử dụng công nghệ in phun để gửi một chất kết dính lỏng lên một lớp bột. Bột được giải phóng và trải ra với một con lăn để tạo thành mỗi lớp mới. Công nghệ này ban đầu được phát triển bởi Z Corporation.[22]
- Mô hình lắng đọng nóng chảy được xử lý bởi dòng máy in cấp dành cho người có sở thích của 3D Systems. Những máy in này sử dụng một bộ đùn nóng để gửi một nhựa nhiệt dẻo dọc theo các đường chạy dao phức tạp theo từng lớp tại một thời điểm. Một mô hình trực quan tốt về việc này là sử dụng súng keo nóng để xây dựng một mô hình 3D. Súng bắn keo nóng (một máy đùn cầm tay) sẽ phải xây dựng mọi thứ một lớp tại một thời điểm, gửi một chuỗi bằng chiều rộng của lỗ phun. Khi một lớp đã nguội và cứng lại, lớp tiếp theo có thể được xây dựng cho đến khi mô hình hoàn tất. Các giới hạn FDM bao gồm thời gian (nó phải di chuyển dọc theo các đường chạy dao phức tạp), màu (chỉ một màu có thể được in cùng một lúc), và độ bền (độ bám dính giữa các lớp tương đương với hàn lạnh). Đây thường là loại máy in rẻ nhất hiện có.
- In Multi-Jet đề cập đến quá trình gửi polyme cảm quang lỏng lên bề mặt xây dựng bằng công nghệ in phun. Độ phân giải cao có thể đạt được với vâth liệu hỗ trợ có thể dễ dàng xóa trong quá trình hậu xử lý. Không giống như FDM, các bộ phận này thường quá giòn đối không thích hợp với các chi tiết lắp ráp bằng vấu kẹp (snap-fit). Tuy nhiên, các bộ phận đo độ cứng thấp hơn (mềm hơn) có thể thực hiện được với các máy in kiểu MJP mới hơn. Điều này cho phép người dùng tạo ra các bộ phận bằng nhựa cao su hoặc cứng cho các ứng dụng đa dạng hơn.
- Thiêu kết kim loại trực tiếp là quá trình in kim loại của 3D Systems. Quá trình này trải ra bột mịn của các hợp kim kim loại đa dạng ra trên một bàn in, và kết hợp hình học với nhau bằng cách sử dụng một chùm tia laser trên không. Công nghệ này được sử dụng chủ yếu trong các ứng dụng y tế và hàng không vũ trụ, nơi cần có khối lượng nhỏ các mô hình độc đáo và phức tạp.

## Sản phẩm và bằng sáng chế
Là một phần trong nỗ lực của 3D Systems để hợp nhất in 3D dưới một logo, các sản phẩm của nó trải rộng một loạt các máy in 3D và các sản phẩm in để nhắm mục tiêu người dùng công nghệ của mình qua các ngành công nghiệp. 3D Systems cung cấp cả máy in cá nhân và sản xuất. Ngoài máy in, 3D Systems còn cung cấp phần mềm tạo nội dung bao gồm phần mềm kỹ thuật ngược và phần mềm tạo mô hình 3D hữu cơ. Theo mô hình kinh doanh dao cạo và lưỡi dao, 3D Systems cung cấp hơn một trăm vật liệu được sử dụng với máy in, bao gồm sáp, vật liệu cao su, kim loại, vật liệu tổng hợp, nhựa và nylons.
3D Systems là một công ty nguồn đóng, sử dụng các công nghệ nội bộ để phát triển sản phẩm và bằng sáng chế để bảo vệ các công nghệ này khỏi các đối thủ cạnh tranh. Các nhà phê bình của mô hình nguồn đóng đã đổ lỗi cho sự phát triển và đổi mới dường như chậm chạp trong việc in 3D không phải vì thiếu công nghệ, nhưng thiếu sự chia sẻ thông tin mở trong ngành. Những người ủng hộ mô hình nguồn đóng cho rằng quyền sáng chế truyền cảm hứng và thúc đẩy các cải tiến chất lượng cao hơn, dẫn đến một sản phẩm cuối cùng tốt hơn và ấn tượng hơn.
Vào tháng 11 năm 2012, 3D Systems đã kiện một công ty máy in 3D prosumer Formlabs và trang web huy động vốn Kickstarter qua Formlabs cố gắng tài trợ cho một máy in mà nó đã vi phạm bằng sáng chế của mình về "hóa rắn nhiều lớp đồng thời trong in li-tô lập thể."
Hệ thống 3D đã áp dụng cho các bằng sáng chế cho các sáng kiến và công nghệ sau: hệ thống và phương pháp sản xuất và tạo mẫu nhanh; các chế phẩm có thể chữa được bức xạ hữu ích trong các hệ thống chiếu hình ảnh; bồi thường hồ sơ cường độ bức xạ actinic cho người lập mô hình 3D; thiết bị và phương pháp làm mát phần bánh trong quá trình thiêu kết laser; các chế phẩm có thể chữa được bức xạ hữu ích trong các hệ thống chế tạo dạng tự do rắn; thiết bị in 3D sử dụng các lớp hình ảnh; các chế phẩm và phương pháp cho mô hình lắng đọng chọn lọc; cạnh êm ái với độ phân giải thấp chiếu hình ảnh để sử dụng trong hình ảnh rắn; thang máy và phương pháp để nghiêng nền tảng xây dựng hình ảnh vững chắc để giảm bẫy khí và để xây dựng bản phát hành; phương pháp mô hình lắng đọng chọn lọc để cải thiện giao diện đối tượng hỗ trợ; hỗ trợ khu vực cho các bộ phận được sản xuất bởi chế tạo dạng tự do vững chắc; phương pháp sản xuất phụ gia để cải thiện kiểm soát curl và chất lượng lốp; hỗ trợ và xây dựng tài liệu và ứng dụng.

## Ứng dụng và ngành công nghiệp
Các sản phẩm và dịch vụ của 3D Systems được sử dụng trong các ngành để hỗ trợ, một phần hoặc toàn bộ, quy trình thiết kế, sản xuất và/hoặc tiếp thị. Các công nghệ và vật liệu của 3D Systems được sử dụng để tạo mẫu và sản xuất các bộ phận sử dụng chức năng, ngoài việc truyền thông thiết kế nhanh, chính xác. Các ngành công nghiệp phụ thuộc vào 3D Systems hiện tại bao gồm ô tô, hàng không vũ trụ và quốc phòng, kiến trúc, nha khoa và chăm sóc sức khỏe, hàng tiêu dùng và sản xuất.
Ví dụ về các ứng dụng dành riêng cho công nghiệp bao gồm:
- Hàng không vũ trụ, để sản xuất và chế tạo các bộ phận bay phức tạp, bền và nhẹ hơn
- Kiến trúc, để xác minh cấu trúc, đánh giá thiết kế, truyền thông khái niệm khách hàng, kỹ thuật cấu trúc ngược và mô hình hóa được mở rộng nhanh
- Ô tô, để xác minh thiết kế, trực quan hóa khó khăn và phát triển động cơ mới
- Quốc phòng, cho các chuyến bay nhẹ và các bộ phận giám sát và giảm hàng tồn kho với in theo yêu cầu
- Nha khoa, cho phục hình, khuôn mẫu và phương pháp điều trị. Chỉnh hình răng hàm mặt Inodalign sử dụng công nghệ của 3D Systems
- Giáo dục, cho hình học và hình học trực quan và trường nghệ thuật và sáng kiến thiết kế
- Giải trí, cho sản xuất và tạo mẫu của các nhân vật hành động, đồ chơi, trò chơi và các thành phần trò chơi; in ấn guitar và bass bền vững, bộ tổng hợp đa năng, v.v.
- Chăm sóc sức khỏe, cho máy trợ thính tùy chỉnh và bộ phận giả, cải thiện phương pháp phân phối thuốc, thiết bị hô hấp, trị liệu, nội soi linh hoạt và thiết bị nội soi để cải thiện quy trình và thời gian phục hồi
- Sản xuất, cho chu kỳ phát triển sản phẩm nhanh hơn, sản xuất khuôn mẫu, nguyên mẫu và gỡ sự cố thiết kế

Đối với các ngành công nghiệp như hàng không vũ trụ và ô tô, công nghệ của 3D Systems đã giảm thời gian cần thiết để kết hợp các bản phác thảo thiết kế và cho phép sản xuất các bộ phận có trọng lượng nhẹ hơn. Bởi vì in 3D xây dựng từng lớp theo thiết kế, nó không cần phải phù hợp với các công cụ sản xuất truyền thống của các phương pháp trừ, thường dẫn đến các bộ phận nhẹ hơn và hình học hiệu quả hơn.

## Cơ sở vật chất và nhân viên
Vào năm 2007, công ty đã hợp nhất các văn phòng, hoạt động và các chức năng nghiên cứu và phát triển của mình thành một trụ sở toàn cầu mới tại Rock Hill, South Carolina, Hoa Kỳ. Khoảng một nửa trong số 80.000 foot vuông của trụ sở chính (7.400 m2) bao gồm các phòng thí nghiệm nghiên cứu và phát triển với một trung tâm sản xuất nhanh (1.700 m2) với diện tích 18.000 foot vuông (RMC) với hệ thống tạo mẫu nhanh, sản xuất nhanh và các hệ thống in 3D tại nơi làm việc.
Với khách hàng ở 80 quốc gia, Hệ thống 3D có hơn 2100 nhân viên ở 25 địa điểm trên toàn thế giới, bao gồm San Francisco, Pháp, Đức, Ý, Thụy Sĩ, Vương quốc Anh, Trung Quốc, Hàn Quốc và Nhật Bản. Công ty có hơn 359 bằng sáng chế của Hoa Kỳ và nước ngoài.

## Sự tham gia của cộng đồng và quan hệ đối tác
3D Systems tham gia vào một thỏa thuận nhiều năm với Viện Smithsonian như là một phần của nỗ lực toàn Smithsonian nhằm tăng cường quản lý các bộ sưu tập và tăng khả năng tiếp cận bộ sưu tập thông qua các đại diện 3D. Sự hợp tác này là một phần trong nỗ lực của công ty để phát sóng khả năng và ứng dụng in 3D trong khi tăng "khả năng hiển thị và khả năng tiếp cận của các kho báu quốc gia của chúng tôi."
Vào năm 2012, 3D Systems đã bắt đầu hợp tác với Giải thưởng Nghệ thuật & Viết Scholastic 90 tuổi trong hạng mục Tương lai Mới. Đối với nhánh này của Giải thưởng Scholastic, sinh viên sẽ được thử thách để thể hiện ý tưởng táo bạo và sáng tạo bằng cách sử dụng các công nghệ mới. 3D Systems sẽ cung cấp cho sinh viên phần mềm thiết kế 3D miễn phí để tạo điều kiện sáng tạo của họ và sẽ trao giải ba người chiến thắng với học bổng $ 1000. Số tiền này là ngoài các giải thưởng và công nhận được người chiến thắng cấp bởi Giải thưởng Scholastic.
3D Systems là công ty bảo hiểm sức khỏe răng miệng của trẻ em quốc gia: ToothFairy của Mỹ (NCOHF). NCOHF cung cấp các chương trình cộng đồng để cung cấp các dịch vụ chăm sóc sức khỏe răng miệng, phòng ngừa và điều trị cho trẻ em trong các nhóm có nguy cơ cao. 3D Systems đóng góp các giải pháp nội dung in 3D của nó và tính năng Cubify cho nỗ lực NCOHF.
3D Systems đã đóng góp hai máy in 3D cấp sản xuất cho Viện Cải tiến Sản xuất Bồi đắp Quốc gia (NAMII) tại Youngstown, Ohio, trung tâm đầu tiên của sáng kiến liên bang nhằm nâng cao khả năng cạnh tranh của ngành công nghiệp Hoa Kỳ. Viện Youngstown chỉ là một trung tâm khu vực của Mạng lưới Sáng tạo Sản xuất Quốc gia (NNMI), mong muốn xây dựng "các trung tâm nghiên cứu ứng dụng, nuôi cấy công nghệ và thương mại hóa" để tái bản địa hóa sản xuất và tăng cường khả năng cạnh tranh của Mỹ.
Vào ngày 18 tháng 2 năm 2014, Ekso Bionics ra mắt bộ đồ robot ghép vỏ ngoài bằng nhựa lai đầu tiên được in 3D, phối hợp với 3D Systems.